# Fagot
Fagót je leseno pihalno glasbilo tipa oboe. Sestavni del fagota so: Ustnik z dvojnim trsnim jezičkom. 2 m dolga lesena cev. Luknjice in zaklopke za levo roko. Luknjice in zaklopke za desno roko. Rahlo nabrekel odmevnik. Cev je konična in preganjena, ima 5 luknjic in do 22 zaklopk. Izvira iz 16. stoletja, izpopolnjen je bil v 19. stoletju.
V simfoničnem orkestru sta po navadi dva fagota.

## Skladbe za fagot
- Koncerti za fagot in orkester: Wolfgang Amadeus Mozart, Francois Devienne, Carl Maria von Weber, Johann Nepomuk Hummel, Antonio Vivaldi, Carl Stamitz, Johann Babtist Vanhal
- Sonate za fagot in klavir: Francois Devienne, Paul Hindemith, Camille Saint-Saens, Alexandre Tansman, Georg Philipp Telemann